# 後藤文利
後藤 文利（ごとう ふみとし、1920年 - 1993年10月12日）は、日本の経済学者・経済思想史研究家。
神戸市生まれ。兵庫県第二神戸中学校（「神戸二中」、現在の兵庫県立兵庫高等学校）卒業。兵庫県立神戸高等商業学校（のちの神戸商科大学、現在の兵庫県立大学）を経て神戸大学卒業。指導教官は福田徳三門下の宮田喜代蔵。近畿大学商経学部元教授。思想の科学研究会会員。
マックス・ヴェーバーの『プロテスタンティズムの倫理と資本主義の精神』におけるカルヴァン派に相当するものが、日本における浄土真宗であると考え、『真宗と資本主義』（所書店、1973年）を著した。また恩師と同じ福田門下である大熊信行の着想を展開させた『配分の経済学』（同文館出版、1977年）を出版した。なお、弟に名古屋学院大学元教授の後藤宏行、従姉妹に東京都立大学元教授で環境社会学会初代会長の飯島伸子、甥に筑波大学教授の後藤嘉宏がいる。

## 主要著書
- 経済進化論 (古典の名著)/後藤文利 / 学文社 / 1988年04月

- 真宗と日本資本主義 寺内町の研究/後藤文利 / 同信社 /1981年

- 解説国富論 (古典の名著)/後藤文利 / 学文社 / 1981年03月

- 経済政策の原理―その倫理的基盤/後藤文利 / 中央経済社 / 1978年06月

- 配分の経済学/後藤文利 / 同文館出版 / 1977年04月

- 真宗と資本主義/後藤文利 / 所書店 / 1973年

- 経済成長の原理/後藤文利 / 中央経済社 / 1970年

- 成長経済学―螺旋状発展の理論/後藤文利 / 中央経済社 / 1964年

- 社会科学入門/後藤文利 / 中央経済社 / 1963年

- 経済分析概論/後藤文利 / 同文館出版/ 1962年

- 原典経済思想史/後藤文利 / 大同書院出版 / 1957年

- 泣きと笑い―偽善の倫理として/ 河出書房 / 1956年

- 権力と社会―社会科教育の根本問題/後藤文利 / 大同書院出版 / 1954年

- 経済学より見たる補完的均衡論―量的理論より質的理論への試み/後藤文利 / 大同書院出版 / 1953年

## 参考
- book log 後藤文利おすすめランキング
- http://booklog.jp/author/%E5%BE%8C%E8%97%A4%E6%96%87%E5%88%A9
- 「後藤文利氏死去」『朝日新聞大阪本社版』1993年10月13日 朝刊 １社